# Murraba-Becken
Das Murraba-Becken (engl.: Murraba Basin) ist ein Sedimentbecken im Northern Territory von Australien.
In dem Sedimentbecken befinden sich etwa 4 km mächtige Gesteinsschichten, die im  Neoproterozoikum vor 850 bis 600 Millionen Jahren entstanden. Die Namensgebung des etwa 26 000 km² großen Beckens erfolgte 2005.

## Beschreibung
Die in dem Becken befindlichen Gesteine sind Sandstein, Konglomerat und wenige Vorkommen von Dolomitgestein und Tonstein. Das Sedimentbecken ist Teil des Centralian Superbasin und erstreckt sich bis nach Western Australia. Es überlagert teilweise die Aileron-Provinz und wird vom Canningbecken teilweise überlagert. Es ist in den unteren Einheiten mit dem Amadeus- und Canning-Becken verbunden.
Eine 1974 durchgeführte stratigrafische Erprobung, kam zu dem Schluss, das das Murraba-Becken (im Gegensatz zu dem unterhalb des Sedimentbeckens liegende Arafura-Becken) kein Erdöl führt.